# Kamionek (Isergebirge)
Der Kamionek ist ein linker Nebenfluss der Iser (polnisch: Izera) im polnischen Isergebirge. Er ist eines der wenigen Gewässer in Polen, die in die Nordsee entwässern.

## Verlauf
Der Kamionek entspringt auf einem Hochmoor auf der Großen Iserwiese im Hohen Iserkamm. Er fließt durch das ehemalige Carlsthal an der Orle-Hütte. Er erscheint als typischer Gebirgsfluss mit starker Strömung in einem steindurchsetzten Flussbett. An der Grenze zu Tschechien mündet er in die Iser.